# 鳴かず飛ばず
鳴かず飛ばず（なかずとばず）は、活躍しないでいる状態を表現した言葉。故事成語である。

## 概要
現段階においては、何の活躍もできていないような状態のことを意味する。あるいは、将来に活躍することに備えて、現段階では行動をしないようにして機会を待っているような状態のことを意味する。

### 由来
この言葉の由来は、中国の歴史書である『史記』の楚世家に出てくる紀元前7世紀頃の出来事からである。これによると楚の国の君主であった荘王は、即位してから3年間は、まともに政治を行っていなかった。そして荘王に注意をする者は全員処刑すると公言して自身は夜遊びをしていた。そのような時に伍挙という家臣は荘王に、丘の上で3年間鳴くことも飛ぶことも無い鳥はどのような鳥であるかということを問うた。これに対して荘王は、このような鳥というのは一度飛べば天を突くかのように高く飛び、鳴けば人を驚かすほどの勢いであろうと答えた。このやりとりが将来の活躍に備えて行動をしないで活躍の機会を待つという意味の鳴かず飛ばずという表現になった。